# 遂园
遂园又名慕家花园，位于中国江苏省苏州市市中心姑苏区金阊街道景德路303号、慕家花园16号，苏州大学附属儿童医院住院部内。

## 历史
清康熙年间，江苏巡抚慕天颜购得明申时行花园旧址，改建为慕家花园。后园主相继易为知府河南席椿、大学士海宁陈元龙、谷州尉志斌。乾隆年间，东部归尚书毕浣，俗称毕园。道光年间，道员董国华告老后购得西部。宣统年间，安徽刘树人改名遂园。民国20年（1931），刘氏后裔以2.1万银元售与沪商吴涤尘。民国二十六年（1937）又归东山叶氏，改名荫庐。1940年为日军宪兵队占用。五十年代改为厂房，填池毁园。1959年划归儿童医院。1983年医院在园东部新建楼房。1991年1月4日，荫庐公布为第三批苏州市文物保护单位。2000年经过整修，成为医院附属园林。。

## 建筑
遂园占地5亩（3310平方米）。园内以荷池为中心，周围布置假山、曲桥、琴舫、小亭，有容闲堂、绿天深处、养月亭、廷秋台、映红轩、听雨山房、旷然亭诸胜。甲戌夏五月（1934年），园内建成两层罗马式建筑，前廊排列四根高大的立柱，贯通一、二两层。
2015年8月，遂园列入第一批《苏州园林名录》。 